# Raseiniai
Raseiniai (polsky Rosienie, německy Raseinen) je okresní město v západní části Litvy, v Žemaitsku, v západní části Kaunaského kraje
Městem protékají říčky Reizgupis a její přítok Raseika, podle níž město dostalo jméno. Raseika i řeka Vilkupis jsou přítoky Šlyny, která teče po západním okraji města. Ve městě je přes 20 rybníků, převážně drobných, jen čtyři z nich jsou větší.
Ve městě je katolický kostel Nanebevzetí Nejsv. Panenky Marie (poprvé postaven 1421, nynější postaven 1663, rozšířen 1783), bývalý dominikánský klášter, pravoslavný kostel (postaven 1870), v roce 1953 byl sověty zbořen evangelický luteránský kostel. Dále je zde kulturní dům, vlastivědné muzeum, knihovna, gymnázium, dvě střední školy, 3 další školy, pošta (LT-60001), okresní nemocnice, městský park, socha „Žemaitis“ (postavena v letech 1933 – 1934, sochař Vincas Grybas, na stranách podstavce jsou 3 basreliéfy, zobrazující boj proti útlaku cara).
Raseiniai leží na křižovatce silnic č. 196 (Žemaitská magistrála) Kryžkalnis-Kaunas, č. 148 Tytuvėnai-Raseiniai, č. 146 Raseiniai-Skirsnemunė-Jurbarkas, č. 225 Raseiniai-Baisogala. Z města vedou ještě vedlejší silničky směrem na Ramanavu, na Eržvilkas, na Paklaniai, na Lenkeliai a další.

## Minulost města
Raseiniai je jedno z nejstarších měst Litvy, vzniklé na území prehistorických žemaitských rodů. V historických zdrojích je zmiňováno od roku 1253, kdy Mindaugas za odměnu Řádu německých rytířů (za vojenskou pomoc při vnitřních rozbrojích v letech 1249 – 1253) věnoval kromě dalších žemaitských území polovinu Raseiniajských pozemků (druhou polovinu v roce 1254 věnoval prvnímu litevskému katolickému biskupovi Kristijonu. První kostel byl postaven v letech 1416 – 1421. Od roku 1742 byla při piaristickém klášteře škola. Město bylo těžce poškozeno během II. světové války; bylo zničeno kolem 90 % budov. V roce 2002 byl potvrzen nynější městský znak.

## Sport
- FK Danspin fotbalový klub;
- KK Raseiniai basketbalový klub;

## Významné osobnosti
- Jonas Žemaitis-Vytautas – Vůdce, organizátor a koordinátor litevského partyzánského odboje proti okupaci Litvy, v roce 2009 uznán jako čtvrtý prezident Litvy
- Maironis – básník litevského romantizmu 19. - 20. století. Napsal taková v Litvě slavná díla jako „Trakų pilis“ (Trakaiský hrad), „Lietuva Brangi“ (Drahá Litva) a mnoho dalších
- Marcelijus Martinaitis – jeden z nejvýznamnějších poetů 20. století v Litvě, aktivista Sąjūdisu
- Eimuntas Nekrošius – litevský režisér
- Juozas Tallat-Kelpša – varhanní virtuos, skladatel, dirigent, pedagog, a kulturní činitel
- Vladas Vitkauskas – první litevský alpinista, který vztyčil vlajku Litvy na nejvyšších vrcholech všech kontinentů
- Karolis Požėla, revolucionář, jeden ze zakladatelů KS Litvy, jeden z „Keturių komunarų“ (Čtyř komunardů), partijní činovník v Raseiniajích v letech 1919 – 1920
- Gintautas Jurgis Česnys, litevský lékař, anatom a antropolog, habilitovaný doktor biomedicínských věd
- Dionizas Poška (1757–1830), poeta
- Aleksandras Fromas-Gužutis (1822–1900), spisovatel
- Nijolė Sabaitė, olympijská šampionka v lehké atletice

### Externí odkazy

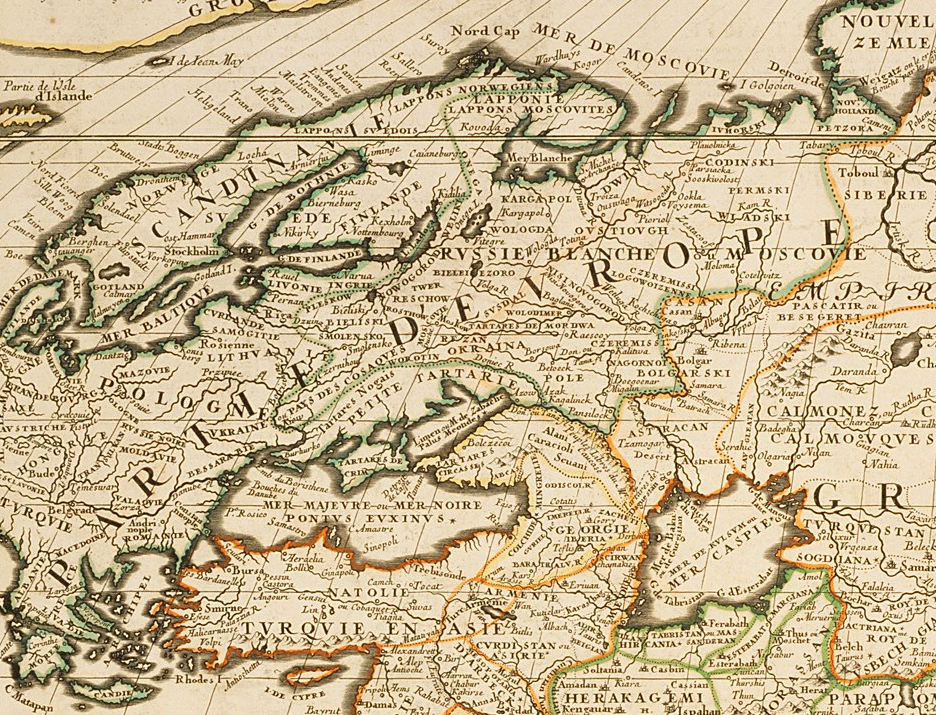
Na mapě východní Evropy, sestavené Italem Vincenzo Maria Coronelli v roce 1690, je jen jedno město současné Litvy - Raseiniai

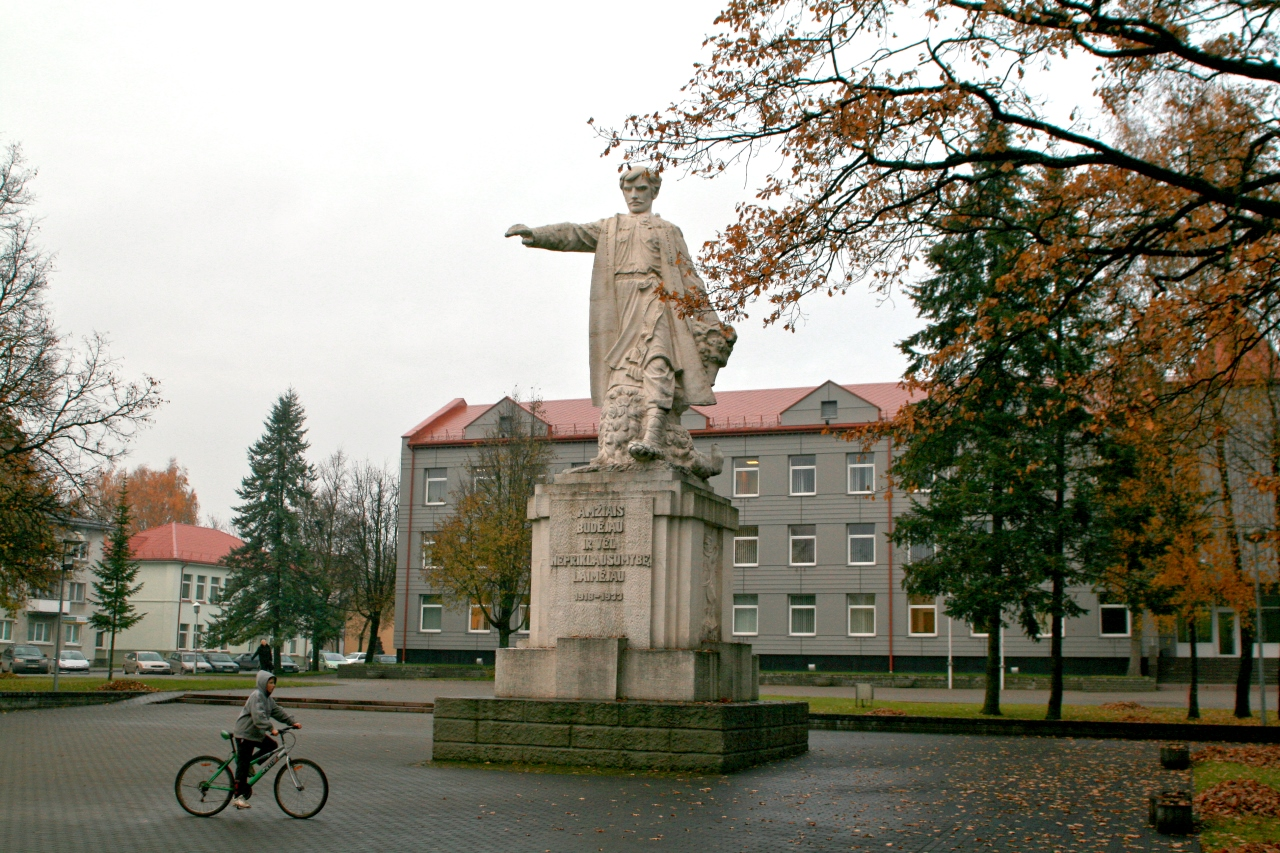
socha „Žemaitis“

## Partnerská města
- Lubartów, Polsko
- Mława, Polsko
- Kekava, Lotyšsko
- Rapla, Estonsko
- Jászberény, Maďarsko